# コンスタンチン・プレザン

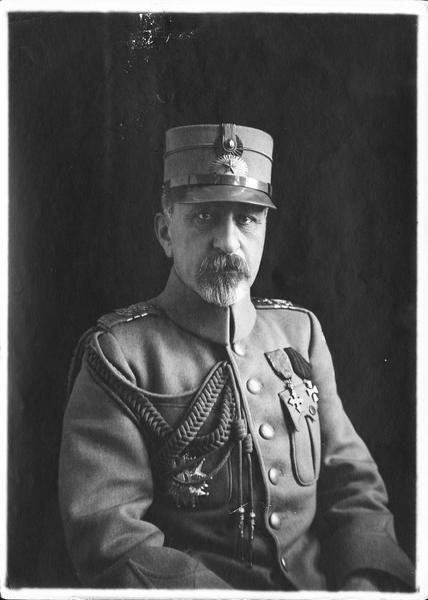
コンスタンチン・プレザン

コンスタンチン・プレザン（Constantin Prezan、1861年1月27日 - 1943年8月27日）は、ルーマニアの軍人。元帥。

## 経歴
ブチマヌ出身。1880年、中尉に任官。ブカレストとフランスで軍事教育を受け、参謀本部に勤務し、フェルディナンド1世の副官となった。
1916年8月のルーマニアの第一次世界大戦参戦後、第4（北部）軍司令官に任命。第4軍には、第7、第8、第14歩兵師団が存在し、南西戦線のロシア第9軍（P.レチツキー将軍）に配属され、ドルナ・ワルタからオイトス峠の間に展開した。チク・セレダ付近で攻勢に出たが、アルツ・フォン・シュトラウセンブルク将軍のオーストリア・ハンガリー第1軍により撃退された。1916年10月末にルーマニア軍が撃破された後、第1軍とドナウ集団の計12万人から成るブカレスト地区司令官に任命され、アルジェシュに集結した。11月14日～18日のブカレスト会戦時、プレザンの部隊は完全に撃破され、ロシア第4軍団によって救出された。この会戦で、ルーマニア軍は約9万人を失い（6万5千人が捕虜）、火砲124門を失った。11月20日、ドイツ軍はブカレストに入城した。
1916年11月、参謀総長に任命。1918年11月10日、ルーマニアの2度目の参戦後、ルーマニア軍司令官となった。
1920年、トランシルバニア占領軍を指揮。戦後、各職を歴任し、ナチス・ドイツとの接近を支持し、カロル2世に批判的だった。イオン・アントネスク体制の樹立に積極的に協力。